# Сент-Браун, Экванимеус
Экванимеус Тристан Имхотеп Джей Сент-Браун (англ. Equanimeous Tristan Imhotep J. St. Brown; 30 сентября 1996, Пласеншиа, Калифорния) — профессиональный американский футболист, выступающий на позиции уайд ресивера в клубе НФЛ «Грин-Бэй Пэкерс». В турнире NCAA выступал за команду университета Нотр-Дам. На драфте НФЛ 2018 года был выбран в шестом раунде.

## Биография

### Ранние годы
Экванимеус Сент-Браун родился 30 сентября 1996 года в городе Пласеншиа в Калифорнии. Его отец Джон Браун окончил художественный колледж Университета штата Калифорния в Фуллертоне, работал художником. В начале 1980-х годов он дважды получал титул Мистер Вселенная среди любителей. Кроме Экванимеуса у Джона и его супруги Мириам, с которой он познакомился в Кёльне в 1987 году, ещё двое сыновей — Осирис и Амон-Ра, оба младше. Египетские имена детям дал отец, который много читал о «силе традиционных африканских имён», а более привычные вторые имена выбраны матерью.
Джон Браун начал заниматься силовыми тренировками с детьми, когда сыну было восемь лет. Втроём они играли в бейсбол, баскетбол и соккер, но предпочтение отдавали футболу. Образованием детей занималась мать, благодаря которой, кроме английского, они говорят на немецком и французском языках.

### Любительская карьера
В 2014 году Сент-Браун окончил старшую школу Сервите в Анахайме. В выпускной год он набрал 485 ярдов на приёме и помог своей команде выйти в плей-офф. В январе 2015 года он принял участие в Матче всех звёзд школьного футбола, традиционно проводимого компанией Under Armour во Флориде. Канал ESPN включил его в список трёхсот лучших выпускников школ под 63 номером. В феврале Сент-Браун поступил в Университет Нотр-Дам, отдав ему предпочтение перед Стэнфордом и Калифорнийским университетом в Лос-Анджелесе.
На первом курсе Сент-Браун принял участие в семи матчах «Файтинг Айриш» в качестве запасного ресивера и в составе специальных команд. Последние четыре игры сезона он пропустил из-за травмы плеча. В 2016 году он закрепился в статусе игрока стартового состава, сыграв во всех двенадцати матчах сезона. Он стал лучшим ресивером команды с 58 приёмами мяча, 961 ярдом и 9 тачдаунами. После окончания сезона 2017 года Сент-Браун объявил о том, что он покидает университет и выставляет свою кандидатуру на драфт НФЛ.

#### Статистика выступлений в NCAA
| Сезон | Команда               | Игры | Приём | Приём | Приём | Приём | Вынос | Вынос | Вынос | Вынос |
| Сезон | Команда               | Игры | Rec   | Yds   | Y/A   | TD    | Att   | Yds   | Y/A   | TD    |
| ----- | --------------------- | ---- | ----- | ----- | ----- | ----- | ----- | ----- | ----- | ----- |
| 2015  | Нотр-Дам Файтин Айриш | 7    | 1     | 8     | 8,0   | 0     | 0     | 0     | 0,0   | 0     |
| 2016  | Нотр-Дам Файтин Айриш | 12   | 58    | 961   | 16,6  | 9     | 0     | 0     | 0,0   | 0     |
| 2017  | Нотр-Дам Файтин Айриш | 12   | 33    | 515   | 15,6  | 4     | 0     | 0     | 0,0   | 0     |
| Всего | Всего                 | 31   | 92    | 1 484 | 16,1  | 13    | 0     | 0     | 0,0   | 0     |

### Профессиональная карьера
Перед драфтом аналитик сайта НФЛ Лэнс Зирлейн отмечал, что сочетание габаритов и скорости Сент-Брауна может быть востребовано командами, которым требуется перспективный игрок, умеющий создавать свободное пространство на поле и уходить от защитников соперника на маршруте. Сомнения у скаутов могло вызвать то, что на протяжении трёх лет карьеры в университете он почти никогда не задействовался в качестве основной цели передач, набрав больше ста ярдов на приёме только в трёх играх. Ещё одной проблемой была его неуверенная игра против корнербеков, делающих ставку на физическую силу.
Сент-Браун был выбран клубом «Грин-Бей Пэкерс» в шестом раунде драфта под общим 207 номером. 7 мая он подписал с командой контракт новичка.
По ходу своего первого сезона в НФЛ Сент-Браун прогрессировал, лучшую игру проведя на шестнадцатой неделе регулярного чемпионата против «Нью-Йорк Джетс». В этом матче он набрал 94 ярда на приёме, а четыре из пяти принятых им передач принесли команде первый даун. Всего он принял участие в двенадцати матчах, в семи из них выйдя в стартовом составе «Пэкерс». Из трёх ресиверов, выбранных командой на драфте 2018 года, он проявил себя наиболее ярко и в последующее межсезонье претендовал на место второго принимающего. В августе 2019 года в предсезонном матче против «Окленда» он получил травму ноги, из-за которой полностью пропустил сезон.
На поле Сент-Браун вернулся в сезоне 2020 года, с учётом плей-офф сыграв в четырнадцати матчах команды. Его влияние на игру нападения «Пэкерс» заметно снизилось, он сделал только девять приёмов с одним тачдауном и допустил несколько ошибок, одна из которых пришлась на финал конференции.

#### Статистика выступлений в НФЛ

##### Регулярный чемпионат
| Сезон | Команда         | Игры | Приём | Приём | Приём | Приём | Вынос | Вынос | Вынос | Вынос |
| Сезон | Команда         | Игры | Rec   | Yds   | Y/A   | TD    | Att   | Yds   | Y/A   | TD    |
| ----- | --------------- | ---- | ----- | ----- | ----- | ----- | ----- | ----- | ----- | ----- |
| 2018  | Грин-Бэй Пэкерс | 12   | 21    | 328   | 15,6  | 0     | 1     | 5     | 5,0   | 0     |
| 2019  | Грин-Бэй Пэкерс | —    | —     | —     | —     | —     | —     | —     | —     | —     |
| 2020  | Грин-Бэй Пэкерс | 12   | 7     | 117   | 16,7  | 1     | 1     | 7     | 7,0   | 0     |
| 2021  | Грин-Бэй Пэкерс | 11   | 6     | 62    | 10,3  | 0     | 3     | 14    | 4,7   | 0     |
| Всего | Всего           | 35   | 34    | 507   | 14,9  | 1     | 5     | 26    | 5,2   | 0     |

* На 2 января 2022 года

##### Плей-офф
| Сезон | Команда         | Игры | Приём | Приём | Приём | Приём | Вынос | Вынос | Вынос | Вынос |
| Сезон | Команда         | Игры | Rec   | Yds   | Y/A   | TD    | Att   | Yds   | Y/A   | TD    |
| ----- | --------------- | ---- | ----- | ----- | ----- | ----- | ----- | ----- | ----- | ----- |
| 2020  | Грин-Бэй Пэкерс | 2    | 2     | 37    | 18,5  | 0     | 0     | 0     | 0,0   | 0     |
| Всего | Всего           | 2    | 2     | 37    | 18,5  | 0     | 0     | 0     | 0,0   | 0     |